# 大陆新村
31°15′58″N 121°29′04″E / 31.266028°N 121.484561°E
大陆新村是位于上海市虹口区山阴路132弄-192弄的一片新式里弄住宅群，处于山阴路以西、以北，鲁迅公园以东，毗邻文华新村。著名文学家鲁迅曾寓居于此。1999年，大陆新村被列为第三批上海市优秀历史建筑。

## 历史
今大陆新村所处的地块，原是上海公共租界北郊的农田。1911年，上海公共租界工部局越界辟筑施高塔路（英語：Scott Road，即今山阴路）。1930年代，这一带成为新兴的房地产开发地区，英商、日商、华商企业纷纷来此投资地产。当时为解决职工住宿问题，大陆银行信托部也在施高塔路西侧购置了土地，准备建造住宅。项目由东亚兴业株式会社负责施工。1931年，项目开工，由南至北依次建造，1932年竣工，因其为大陆银行投资兴建而被命名为“大陆新村”。建成后主要由大陆银行职工租住，部分对社会出租，故而呈现华洋杂居的状态。1937年中日战争全面爆发后，大陆新村被日军侵占，并被强制转让给日商恒产株式会社，尔后由蒋国芳经租处办理承租手续，继续对社会出租。1945年日本战败投降后，大陆新村由国民政府接收，产权交还大陆银行。
1999年，大陆新村连同所属地块内的所有里弄建筑被列为第三批上海市优秀历史建筑。

## 名人故居

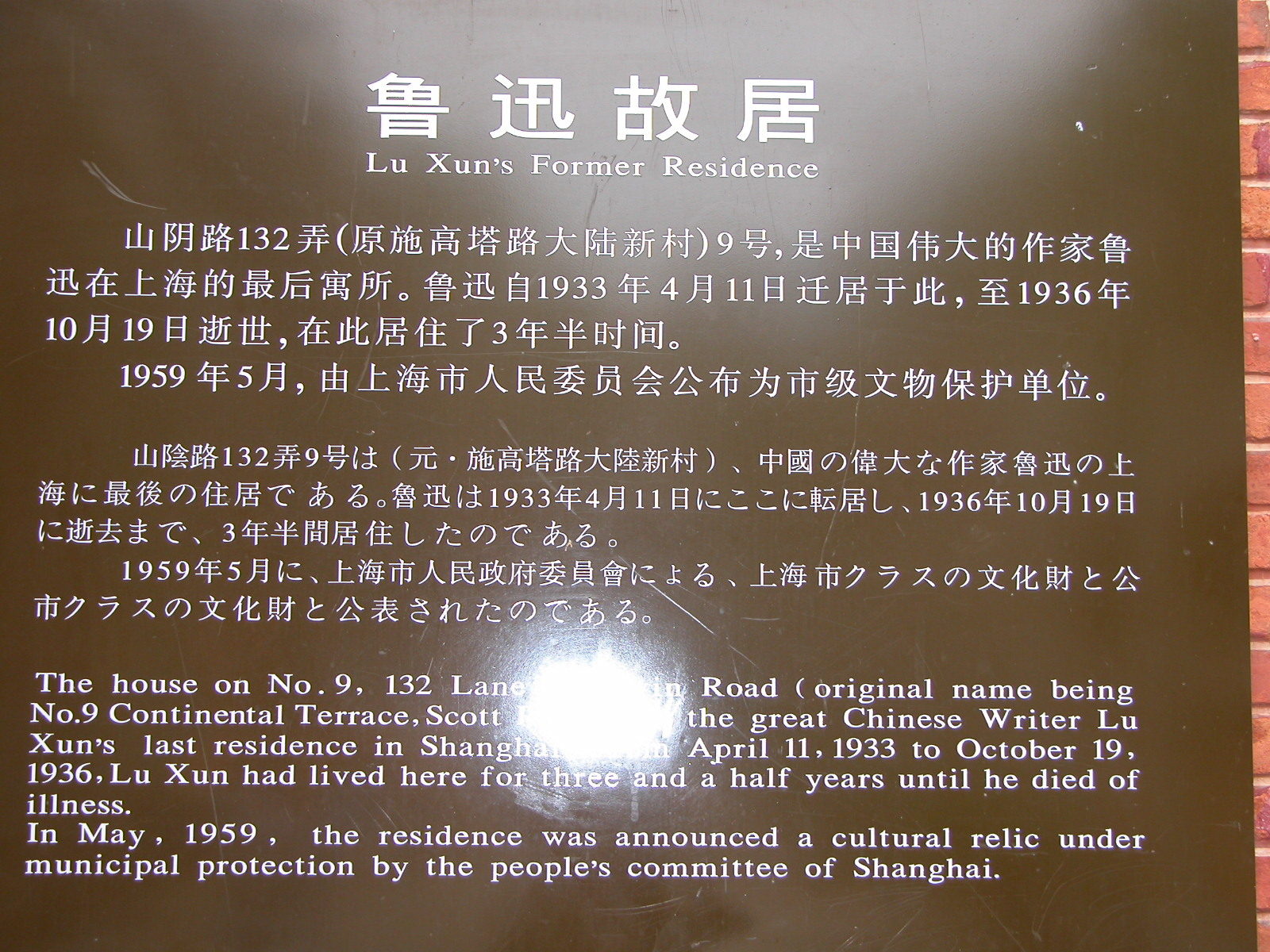
鲁迅故居介绍

大陆新村地处公共租界以北越界筑路地带，1930年代有众多左翼人士居住。文学家鲁迅、茅盾曾寓居于此。诗人谢旦如也曾于1957年被安排在大陆新村居住。

### 鲁迅故居
鲁迅故居位于山阴路132弄9号（原大陆新村1弄9号）。1932年底，为确保人身安全，鲁迅以内山书店职员的名义租下了这处住宅，并于1933年4月11日举家从拉摩斯公寓迁往新居。此后鲁迅一直居住在大陆新村，直至1936年10月19日在寓所内去世。此间鲁迅创作了小说集《故事新编》和280余篇杂文，这些杂文部分收录于《且介亭杂文》。为躲避追捕，鲁迅的好友瞿秋白、冯雪峰曾在此短暂居住。1959年5月26日，鲁迅故居被列为上海市甲级文物保护单位。1977年，又被重新公布为第一批上海市文物保护单位。

### 茅盾故居

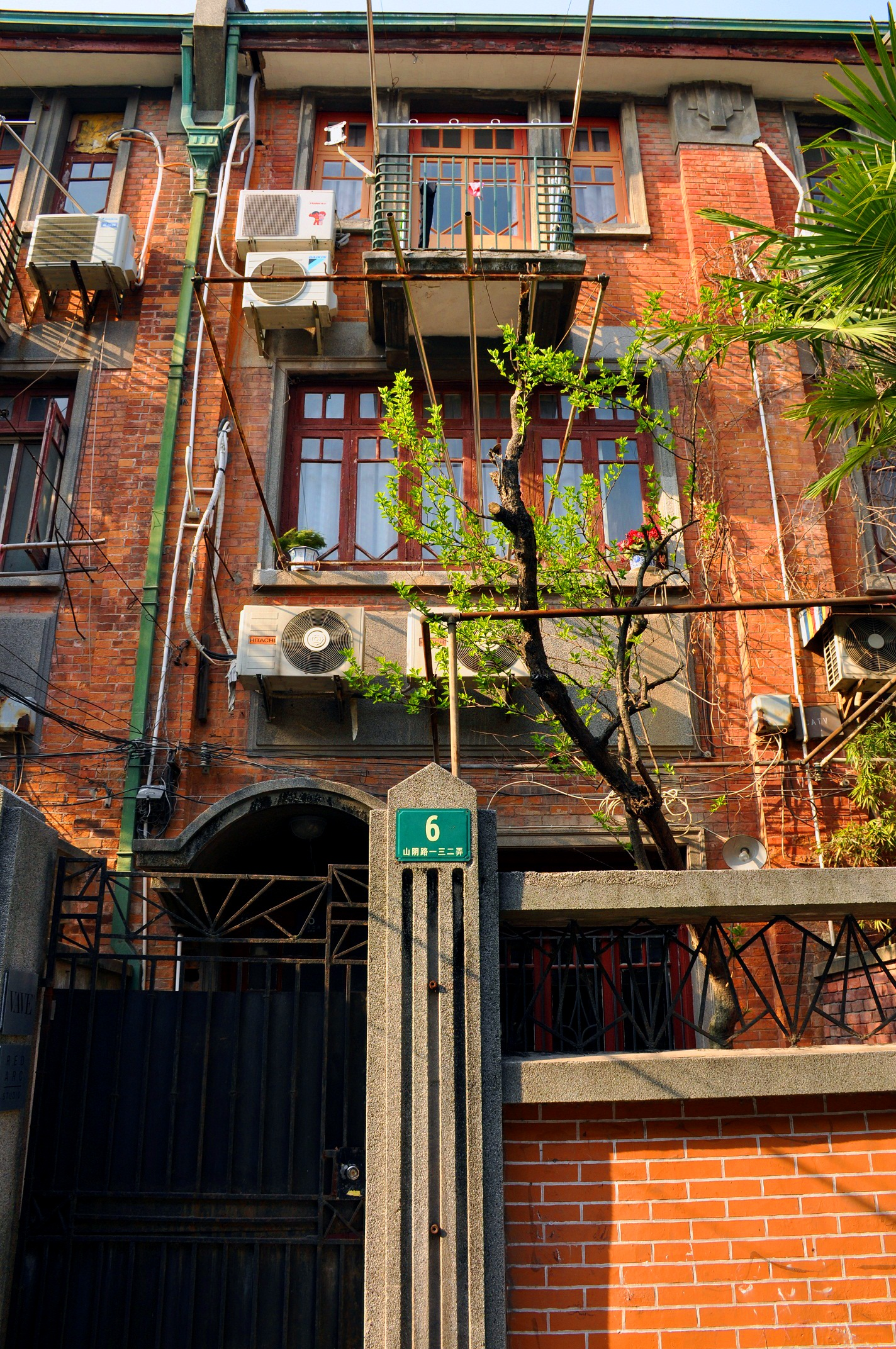
虹口区登记不可移动文物——茅盾山阴路132弄旧居

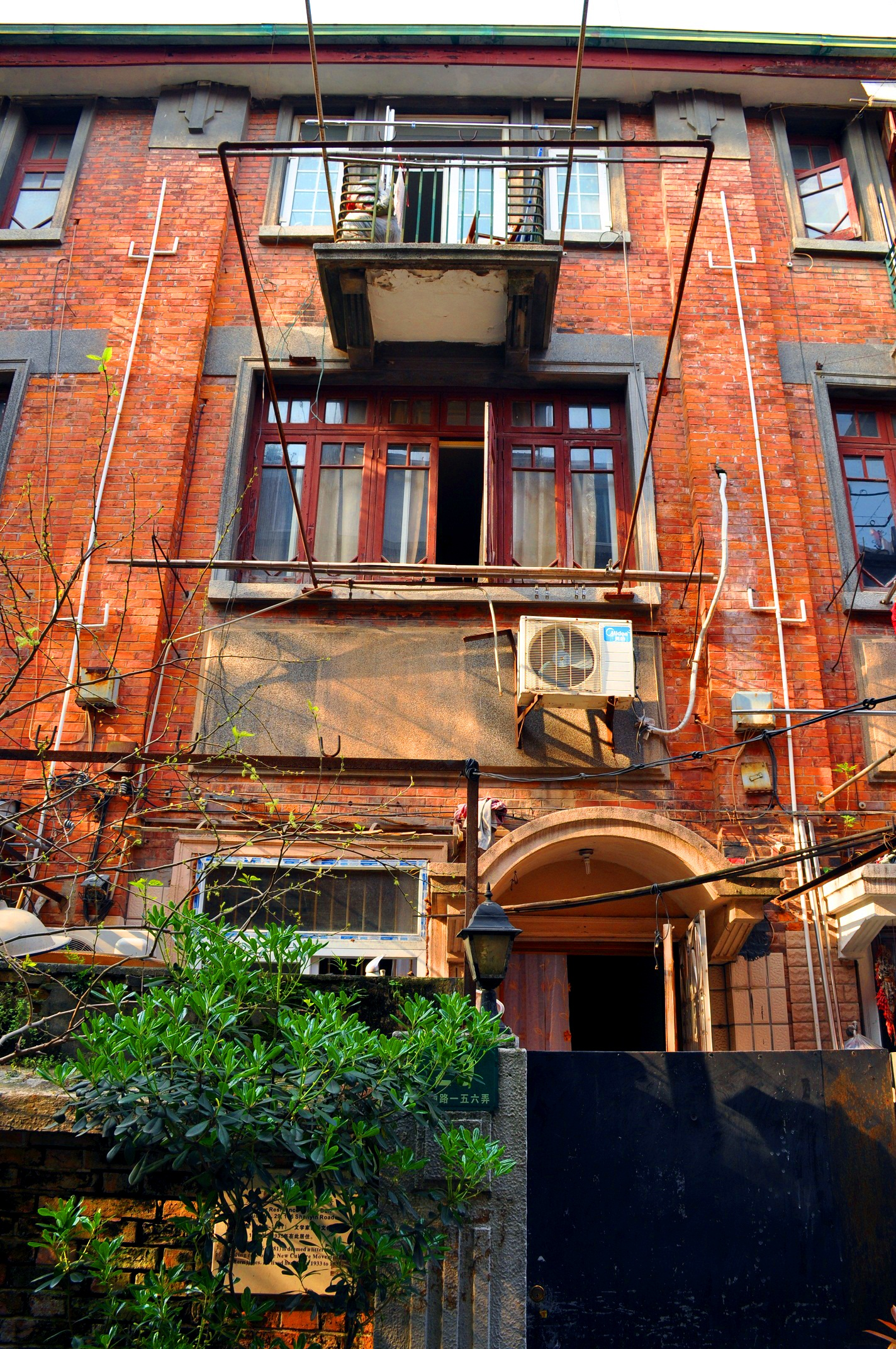
虹口区登记不可移动文物——茅盾山阴路156弄旧居

茅盾曾先后两次寓居大陆新村：1933年4月，茅盾以沈名甫的名义租住于山阴路156弄29号（原大陆新村3弄9号），直至1935年移居沪西。此间茅盾创作了《林家铺子》、《春蚕》等多部小说。1946年5月，茅盾自重庆返回上海，又住入山阴路132弄6号（原大陆新村1弄6号）的一位朋友家中，直至1947年11月离开上海。在此期间他任《文联》杂志主编。

## 建筑

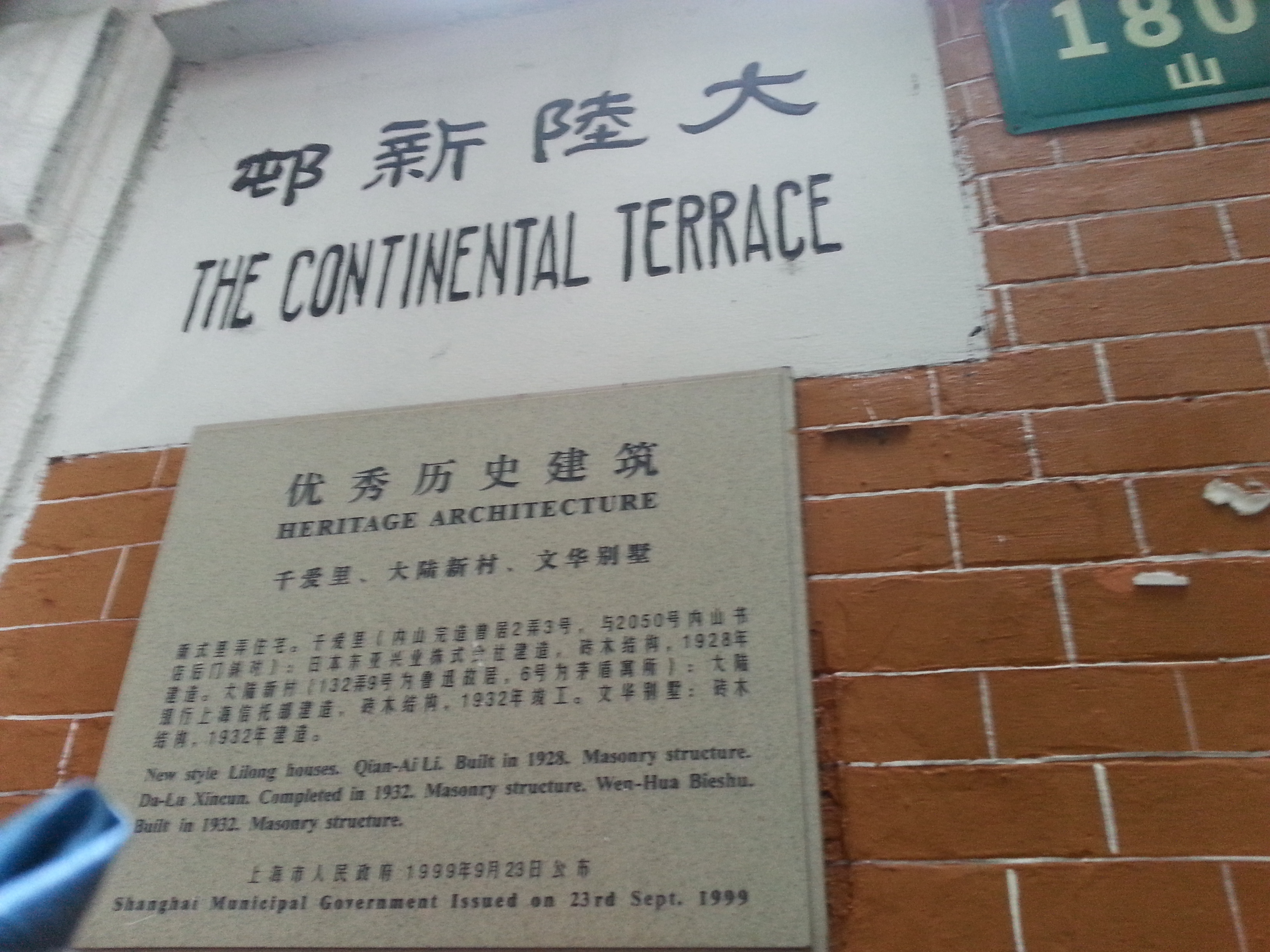
大陆新村优秀历史建筑铭牌

大陆新村占地面积0.58公顷，建筑面积3.6万平方米，由六排南北向排列的三层砖木结构建筑组成。各排建筑大致相同，每排约10单元，共62个单元。建筑间的弄堂宽约4米。

### 外部设计
大陆新村是典型的新式里弄住宅，但是仍旧带有一些新式石库门里弄（旧里）的特征。建筑屋面铺设红瓦，设有烟囱；立面材质为清水红砖。其南立面三层向外出挑半圆形的阳台，阳台外侧设有铁栅；南立面二、三层开有木窗，相邻单元的窗间设有壁柱作为装饰。建筑入口位于底层，入口上方设有挡雨的拱顶。每个单元外侧均设有一个小花园，面积约4平方米。花园与弄堂间隔有围墙。围墙高一层，其上开有铸铁栅门。

### 内部设计
建筑入口与客厅相连，客厅内侧设有餐厅和厨房；二层设主卧室、储藏室，楼梯边设亭子间作为佣人房；三层设次卧室和储藏室。建筑室内铺设木地板，采光通风良好，煤卫设施齐全。